# Joan Miró
Joan Miró i Ferrà (født 20. april 1893, Barcelona i Spanien, død 25. december 1983 i Palma de Mallorca, Spanien) var en spansk surrealistisk kunstner. Miró malede og lavede skulpturer. Han var en af de mest kendte i sin tid og var en af modernismens frontfigurer ved sin død i 1983. Sammen med Salvador Dalí og René Magritte var han med i spidsen af surrealismen. Miró og kunstnere som Picasso, Chagall, Matisse, Dalí og Warhol var det 20. århundredes mest fremtrædende kunstnere. Privat var Dalí og Miró bitre fjender pga. Dalís imødekommenhed for fascismen og Mirós klare modstand mod den. Miró er blevet hædret med et museum i hjembyen Barcelona.